# Horacio Moráles
Horacio Oscar Moráles (Buenos Aires, 27 giugno 1943 – Larissa, 26 febbraio 2021) è stato un calciatore argentino, di ruolo difensore.